# NEDC
NEDC, een afkorting van New European Driving Cycle, is een gestandaardiseerde testprocedure voor het bepalen van voertuigemissies, brandstofverbruik en elektrisch bereik van lichte voertuigen, zoals personenwagens. Met de uitkomst is het mogelijk om de uitstoot van verschillende automodellen te vergelijken. Het staat ook bekend als de MVEG-cyclus (Motor Vehicle Emissions Group).
De NEDC was van kracht van 1973 tot 2018, en is op 1 september 2017 vervangen door de WLTP.

## Testprocedure
De NEDC testprocedure voor voertuigen lichter dan 3,5 ton is een kunstmatige testrit van 11 kilometer, bestaande uit versnellingen, vertragingen en etappes met constante snelheid over een periode van 20 minuten, waarbij op de totale rit de emissies onder een normwaarde moeten blijven.
De rijcyclus moet worden uitgevoerd met koude motor bij een omgevingstemperatuur tussen de 20 en 30°C, op een rechte weg, zonder wind. Om de test bij herhaling betrouwbaarder te maken, werd de cyclus meestal uitgevoerd op een rollerbank. Voor aanvang van de test mag het voertuig 40 seconden stationair draaien. Vanaf het jaar 2000 werd deze procedure aangepast, de test begint vanaf het moment dat het voertuig is gestart.
De testprocedure werd aanvankelijk ontwikkeld voor benzineauto's, maar werd in latere jaren ook toegepast voor dieselauto's en hybride of volledig elektrische voertuigen.

## Kritiek
De NEDC moest een voorstelling geven van een typische autorit in Europa, maar werd meerdere keren bekritiseerd voor het verstrekken van een onjuiste weergave van de werkelijke uitstoot, vooral van CO2 en NOX. De NEDC-test werd nog bijgeschaafd in 2000, maar bleef een onnauwkeurige benadering van de werkelijkheid.

## Vergelijkbare normen
- Japan: 10-15 Mode
- Verenigde Staten: EPA, FTP